# Prydein
Prydein (también escrito Prydain o Prydyn) era el nombre celta de la isla de Gran Bretaña, Ynys Prydein, Isla de Prydein, y de ese término deriva el nombre Britain. Posteriormente, en textos medievales se denominó así al norte de la isla, más allá del Forth y Clyde. 
En la cultura popular, el escritor estadounidense Lloyd Alexander empleó el topónimo Prydain para nombrar el reino en el que tiene lugar su serie de novelas de fantasía Las Crónicas de Prydain. 